# 天応 (広島県)
天応（てんのう）は、広島県呉市の一地区。呉市に編入される以前は安芸郡天応町（てんのうちょう）であった。

## 地理
天応は呉市の西端(北西部)に位置し，広島市と呉市中心部の中間に位置する呉市の西の玄関口となっている。南は瀬戸内海に，残る三方は天狗城山をはじめとする3つの山に囲まれた，自然に恵まれた地域である。
- 山
  - 天狗城山(標高293m)
  - 天応山(標高49.5m)
  - 烏帽子岩山(標高407m)
- 河川
  - 大屋川

## 歴史

### 沿革
- 1874年 (明治 7年) 7月 - 公立小学校「更化館」開校
- 1903年 (明治36年) 12月 - 呉線および「天応駅」開業
- 1938年 (昭和13年) 10月 - 「広島～呉道路」開通
- 1945年（昭和20年） 9月 - 枕崎台風による豪雨により土石流が発生[1]
- 1947年 (昭和22年) 4月 - 「大屋村立中学校」開校
- 1951年 (昭和26年) 11月 - 町制施行。町名が「大屋村」から「天応町」となる。
- 1956年 (昭和31年) 10月 - 呉市に合併，「呉市天応町」となる。
- 1972年 (昭和47年) 5月 - 「天応公民館兼天応支所」新築移転
- 1992年 (平成 4年) 3月 - 「呉ポートピアランド」オープン
- 1994年 (平成 6年) 4月 - 「天応浄化センター」オープン
- 2000年 (平成12年) 7月 - 「呉ポートピアパーク」オープン
- 2012年 (平成24年) 10月 - 新「天応市民センター」オープン
- 2018年（平成30年）7月 - 平成30年7月豪雨により土石流が発生。死者12人[2]
- 2019年（令和元年）9月 - 新砂防堰堤の建設開始[3]
- 2020年（令和 2年）4月 - 市民センター南側一帯に緊急車両の進入を可能とする市道拡幅、新設計画が始動。天応宮町の住戸は、被災前の60世帯からほぼ半減していた[4]。
- 2020年（令和 2年）5月 - 認定こども園 天応めぐみ園が天応めぐみ幼稚園跡地に開園[5]

## 行政
- 天応市民センター
- 天応まちづくりセンター
- 天応浄化センター

## 経済

### 産業
- 主な産業
  - 自動車（ユーシン広島工場）
  - 万年筆（セーラー万年筆天応工場）
  - 化学製品 (中国化薬本社)
  - 葉ボタン
  - カキ

## 地域

### 教育
- 呉市立天応小学校
- 呉市立天応中学校

### 名所・旧跡・観光スポット
- 深山の滝 (みやまのたき)
- 田中八幡神社 (たなかはちまんじんじゃ)
- 安定寺 (あんじょうじ)
- 呉ポートピアパーク

### 祭事・催事
- 笹酒まつり 1月

## 交通
南北に国道31号線が通り、呉線が並行して走っている。駅は2つある。広島呉道路のインターチェンジがあり、山陽自動車道や中国自動車道へ直接接続できる。広島市内へは車で約20分、呉市中心部へは15分で到着する位置にある。また、江田島市切串桟橋との定期航路があり、切串桟橋へは12分で到着する。

### 鉄道路線
- 西日本旅客鉄道
  - 呉線
    - 天応駅
    - 呉ポートピア駅

### 路線バス
- 広電バス吉浦天応線（天応川尻線）

### 道路
- 高速道路
  - 広島呉道路天応東インターチェンジ
  - 広島呉道路天応西インターチェンジ
  - 広島呉道路天応本線料金所
- 一般国道
  - 国道31号
- 都道府県道
  - 広島県道66号呉環状線
    - 堀切峠･･･県道66号内にあり、天応と呉市焼山町を繋いでいる峠。標高約210m。

### 船舶
- 天応桟橋〜切串港 (広島県江田島市)